# 崔傑 (弘治進士)
崔傑（1468年—？），字世興，錦衣衛匠籍，南直隶苏州府吳縣人，明朝政治人物。

## 生平
順天府鄉試第四十三名舉人。弘治十八年（1505年）中式乙丑科會試第五十八名，二甲第十二名進士。

## 家族
曾祖崔仲祥；祖父崔士源；父崔忠，工部文思院大使。母許氏。永感下。兄俊。